# Tournoi des États-Unis de rugby à sept 2020
Navigation
2019 2021
Le Tournoi des États-Unis de rugby à sept 2020 est la cinquième étape de la saison 2019-2020 du World Rugby Sevens Series. Elle se déroule sur deux jours les 29 février et 1er mars 2020 au Dignity Health Sports Park, Los Angeles, là où se jouera les tournois de rugby à 7 aux JO de LA en 2028,. L'Afrique du Sud remporte sa deuxième Cup de la saison en battant les Fidji en finale sur le score de 29 à 24. La Nouvelle-Zélande termine avec la médaille de bronze, mais reste en tête du classement général, les USA se contentent de la 5e place et la France termine à la 7e place,.

## Format
En fonction du résultat du tournoi précédent, les équipes sont réparties en chapeaux avant tirage au sort pour former quatre poules de quatre équipes. Chaque équipe joue les trois autres membres de sa poule et un classement est établi, tout d'abord sur le nombre de points (victoire 3 points, nul 2 points, défaite 1 point) puis sur le goal-average général. Comme lors des deux premières étapes à Dubaï et Le Cap, les deux premiers de chaque poule passent en quart de finale de la Cup et les deux derniers jouent un tableau de classement de la 9e à la 15e place (plus de Challenge Trophy donc). Les équipes vaincues en quart de finale de la Cup jouent des matches de classement de la 5e à la 8e place. Les équipes battues en demi-finales de la Cup disputent un dernier match de classement pour la troisième place.

## Équipes participantes
Seize équipes participent au tournoi (quinze équipes permanentes plus une invitée) :
- Afrique du Sud
- Angleterre
- Argentine
- Australie
- Canada
- Écosse
- Espagne
- États-Unis
- France
- Fidji
- Pays de Galles
- Irlande
- Kenya
- Nouvelle-Zélande
- Samoa
- Corée (invitée)

## Phase de poules
Les 16 équipes sont réparties en poules de 4 équipes qui se rencontrent une fois. Les points sont attribués en fonction du résultat du match comme suit :
- Victoire : 3 points
- Égalité : 2 points
- Défaite : 1 point
- Forfait : 0 point

En cas d'égalité aux points on départage les équipes selon les règles suivantes :
1. Le vainqueur du match des équipes à égalité
2. La différence de points marqués et reçus durant la poule
3. La différence d'essais marqués et reçus durant la poule
4. Tirage au sort

Rencontres et classements de la phase de poules.
| Légende | Légende                                  |
| ------- | ---------------------------------------- |
|         | Qualifiées en quarts de finale de la Cup |

### Poule A
| Rang | Pays      | J | V | N | D | Pm  | Pe  | Diff | Pts |
| ---- | --------- | - | - | - | - | --- | --- | ---- | --- |
| 1    | Fidji     | 3 | 3 | 0 | 0 | 116 | 49  | +67  | 9   |
| 2    | France    | 3 | 1 | 1 | 1 | 85  | 71  | +14  | 6   |
| 3    | Argentine | 3 | 1 | 1 | 1 | 85  | 83  | +2   | 6   |
| 4    | Corée     | 3 | 0 | 0 | 3 | 38  | 121 | -83  | 3   |

| 29 février 2020 10:29 UTC−09:00 | Argentine | 26 - 26 | France | Dignity Health Sports Park, Los Angeles |
| 29 février 2020 10:29 UTC−09:00 |           |         |        | Dignity Health Sports Park, Los Angeles |
| 29 février 2020 10:29 UTC−09:00 |           |         |        | Dignity Health Sports Park, Los Angeles |

| 29 février 2020 10:51 UTC−09:00 | Fidji | 45 -7 | Corée | Dignity Health Sports Park, Los Angeles |
| 29 février 2020 10:51 UTC−09:00 |       |       |       | Dignity Health Sports Park, Los Angeles |
| 29 février 2020 10:51 UTC−09:00 |       |       |       | Dignity Health Sports Park, Los Angeles |

| 29 février 2020 13:25 UTC−09:00 | Argentine | 45 - 19 | Corée | Dignity Health Sports Park, Los Angeles |
| 29 février 2020 13:25 UTC−09:00 |           |         |       | Dignity Health Sports Park, Los Angeles |
| 29 février 2020 13:25 UTC−09:00 |           |         |       | Dignity Health Sports Park, Los Angeles |

| 29 février 2020 13:47 UTC−09:00 | Fidji | 33 - 28 | France | Dignity Health Sports Park, Los Angeles |
| 29 février 2020 13:47 UTC−09:00 |       |         |        | Dignity Health Sports Park, Los Angeles |
| 29 février 2020 13:47 UTC−09:00 |       |         |        | Dignity Health Sports Park, Los Angeles |

| 1er mars 2020 16:43 UTC−09:00 | France | 31 - 12 | Corée | Dignity Health Sports Park, Los Angeles |
| 1er mars 2020 16:43 UTC−09:00 |        |         |       | Dignity Health Sports Park, Los Angeles |
| 1er mars 2020 16:43 UTC−09:00 |        |         |       | Dignity Health Sports Park, Los Angeles |

| 1er mars 2020 17:05 UTC−09:00 | Fidji | 38 - 14 | Argentine | Dignity Health Sports Park, Los Angeles |
| 1er mars 2020 17:05 UTC−09:00 |       |         |           | Dignity Health Sports Park, Los Angeles |
| 1er mars 2020 17:05 UTC−09:00 |       |         |           | Dignity Health Sports Park, Los Angeles |

### Poule B
| Rang | Pays           | J | V | N | D | Pm | Pe | Diff | Pts |
| ---- | -------------- | - | - | - | - | -- | -- | ---- | --- |
| 1    | Afrique du Sud | 3 | 2 | 1 | 0 | 83 | 29 | +54  | 8   |
| 2    | Irlande        | 3 | 1 | 1 | 1 | 48 | 60 | -12  | 6   |
| 3    | Canada         | 3 | 1 | 0 | 2 | 41 | 50 | -9   | 5   |
| 4    | Kenya          | 3 | 1 | 0 | 2 | 34 | 67 | -33  | 5   |

| 29 février 2020 11:13 UTC−09:00 | Irlande | 17 - 12 | Canada | Dignity Health Sports Park, Los Angeles |
| 29 février 2020 11:13 UTC−09:00 |         |         |        | Dignity Health Sports Park, Los Angeles |
| 29 février 2020 11:13 UTC−09:00 |         |         |        | Dignity Health Sports Park, Los Angeles |

| 29 février 2020 11:35 UTC−09:00 | Afrique du Sud | 31 - 5 | Kenya | Dignity Health Sports Park, Los Angeles |
| 29 février 2020 11:35 UTC−09:00 |                |        |       | Dignity Health Sports Park, Los Angeles |
| 29 février 2020 11:35 UTC−09:00 |                |        |       | Dignity Health Sports Park, Los Angeles |

| 29 février 2020 14:31 UTC−09:00 | Irlande | 12 - 29 | Kenya | Dignity Health Sports Park, Los Angeles |
| 29 février 2020 14:31 UTC−09:00 |         |         |       | Dignity Health Sports Park, Los Angeles |
| 29 février 2020 14:31 UTC−09:00 |         |         |       | Dignity Health Sports Park, Los Angeles |

| 29 février 2020 14:53 UTC−09:00 | Afrique du Sud | 33 - 5 | Canada | Dignity Health Sports Park, Los Angeles |
| 29 février 2020 14:53 UTC−09:00 |                |        |        | Dignity Health Sports Park, Los Angeles |
| 29 février 2020 14:53 UTC−09:00 |                |        |        | Dignity Health Sports Park, Los Angeles |

| 1er mars 2020 18:35 UTC−09:00 | Canada | 24 - 0 | Kenya | Dignity Health Sports Park, Los Angeles |
| 1er mars 2020 18:35 UTC−09:00 |        |        |       | Dignity Health Sports Park, Los Angeles |
| 1er mars 2020 18:35 UTC−09:00 |        |        |       | Dignity Health Sports Park, Los Angeles |

| 1er mars 2020 19:05 UTC−09:00 | Afrique du Sud | 19 - 19 | Irlande | Dignity Health Sports Park, Los Angeles |
| 1er mars 2020 19:05 UTC−09:00 |                |         |         | Dignity Health Sports Park, Los Angeles |
| 1er mars 2020 19:05 UTC−09:00 |                |         |         | Dignity Health Sports Park, Los Angeles |

### Poule C
| Rang | Pays       | J | V | N | D | Pm | Pe | Diff | Pts |
| ---- | ---------- | - | - | - | - | -- | -- | ---- | --- |
| 1    | Australie  | 3 | 3 | 0 | 0 | 79 | 19 | +60  | 9   |
| 2    | États-Unis | 3 | 2 | 0 | 1 | 59 | 46 | +13  | 7   |
| 3    | Samoa      | 3 | 1 | 0 | 2 | 41 | 64 | -23  | 5   |
| 4    | Écosse     | 3 | 0 | 0 | 3 | 33 | 83 | -50  | 3   |

| 29 février 2020 11:57 UTC−09:00 | Australie | 31 - 7 | Écosse | Dignity Health Sports Park, Los Angeles |
| 29 février 2020 11:57 UTC−09:00 |           |        |        | Dignity Health Sports Park, Los Angeles |
| 29 février 2020 11:57 UTC−09:00 |           |        |        | Dignity Health Sports Park, Los Angeles |

| 29 février 2020 12:19 UTC−09:00 | États-Unis | 19 - 17 | Samoa | Dignity Health Sports Park, Los Angeles |
| 29 février 2020 12:19 UTC−09:00 |            |         |       | Dignity Health Sports Park, Los Angeles |
| 29 février 2020 12:19 UTC−09:00 |            |         |       | Dignity Health Sports Park, Los Angeles |

| 29 février 2020 15:15 UTC−09:00 | Australie | 31 - 5 | Samoa | Dignity Health Sports Park, Los Angeles |
| 29 février 2020 15:15 UTC−09:00 |           |        |       | Dignity Health Sports Park, Los Angeles |
| 29 février 2020 15:15 UTC−09:00 |           |        |       | Dignity Health Sports Park, Los Angeles |

| 29 février 2020 15:37 UTC−09:00 | États-Unis | 33 - 12 | Écosse | Dignity Health Sports Park, Los Angeles |
| 29 février 2020 15:37 UTC−09:00 |            |         |        | Dignity Health Sports Park, Los Angeles |
| 29 février 2020 15:37 UTC−09:00 |            |         |        | Dignity Health Sports Park, Los Angeles |

| 1er mars 2020 19:35 UTC−09:00 | Écosse | 14 - 19 | Samoa | Dignity Health Sports Park, Los Angeles |
| 1er mars 2020 19:35 UTC−09:00 |        |         |       | Dignity Health Sports Park, Los Angeles |
| 1er mars 2020 19:35 UTC−09:00 |        |         |       | Dignity Health Sports Park, Los Angeles |

| 1er mars 2020 20:03 UTC−09:00 | États-Unis | 7 - 17 | Australie | Dignity Health Sports Park, Los Angeles |
| 1er mars 2020 20:03 UTC−09:00 |            |        |           | Dignity Health Sports Park, Los Angeles |
| 1er mars 2020 20:03 UTC−09:00 |            |        |           | Dignity Health Sports Park, Los Angeles |

### Poule D
| Rang | Pays             | J | V | N | D | Pm | Pe | Diff | Pts |
| ---- | ---------------- | - | - | - | - | -- | -- | ---- | --- |
| 1    | Nouvelle-Zélande | 3 | 3 | 0 | 0 | 84 | 31 | +53  | 9   |
| 2    | Angleterre       | 3 | 1 | 0 | 2 | 53 | 57 | -4   | 5   |
| 3    | Espagne          | 3 | 1 | 0 | 2 | 43 | 50 | -7   | 5   |
| 4    | Pays de Galles   | 3 | 1 | 0 | 2 | 45 | 87 | -42  | 5   |

| 29 février 2020 09:45 UTC−09:00 | Nouvelle-Zélande | 42 - 7 | Pays de Galles | Dignity Health Sports Park, Los Angeles |
| 29 février 2020 09:45 UTC−09:00 |                  |        |                | Dignity Health Sports Park, Los Angeles |
| 29 février 2020 09:45 UTC−09:00 |                  |        |                | Dignity Health Sports Park, Los Angeles |

| 29 février 2020 10:07 UTC−09:00 | Angleterre | 5 - 22 | Espagne | Dignity Health Sports Park, Los Angeles |
| 29 février 2020 10:07 UTC−09:00 |            |        |         | Dignity Health Sports Park, Los Angeles |
| 29 février 2020 10:07 UTC−09:00 |            |        |         | Dignity Health Sports Park, Los Angeles |

| 29 février 2020 12:41 UTC−09:00 | Nouvelle-Zélande | 21 - 7 | Espagne | Dignity Health Sports Park, Los Angeles |
| 29 février 2020 12:41 UTC−09:00 |                  |        |         | Dignity Health Sports Park, Los Angeles |
| 29 février 2020 12:41 UTC−09:00 |                  |        |         | Dignity Health Sports Park, Los Angeles |

| 29 février 2020 13:03 UTC−09:00 | Angleterre | 31 - 14 | Pays de Galles | Dignity Health Sports Park, Los Angeles |
| 29 février 2020 13:03 UTC−09:00 |            |         |                | Dignity Health Sports Park, Los Angeles |
| 29 février 2020 13:03 UTC−09:00 |            |         |                | Dignity Health Sports Park, Los Angeles |

| 1er mars 2020 15:59 UTC−09:00 | Pays de Galles | 24 - 14 | Espagne | Dignity Health Sports Park, Los Angeles |
| 1er mars 2020 15:59 UTC−09:00 |                |         |         | Dignity Health Sports Park, Los Angeles |
| 1er mars 2020 15:59 UTC−09:00 |                |         |         | Dignity Health Sports Park, Los Angeles |

| 1er mars 2020 16:21 UTC−09:00 | Angleterre | 17 - 21 | Nouvelle-Zélande | Dignity Health Sports Park, Los Angeles |
| 1er mars 2020 16:21 UTC−09:00 |            |         |                  | Dignity Health Sports Park, Los Angeles |
| 1er mars 2020 16:21 UTC−09:00 |            |         |                  | Dignity Health Sports Park, Los Angeles |

## Phase finale
Résultats de la phase finale.

### Tournois principaux

#### Cup
|  | Quarts de finale                | Quarts de finale                |                                 |                                 | Demi-finales                    | Demi-finales                    |    |  | Finale                          | Finale                          |
|  | Quarts de finale                | Quarts de finale                |                                 |                                 | Demi-finales                    | Demi-finales                    |    |  | Finale                          | Finale                          |
|  |                                 |                                 |                                 |                                 |                                 |                                 |    |  |                                 |                                 |
|  | 1er mars 2020 - 09:43 UTC−09:00 | 1er mars 2020 - 09:43 UTC−09:00 |                                 |                                 | 1er mars 2020 - 13:23 UTC−09:00 | 1er mars 2020 - 13:23 UTC−09:00 |    |  | 1er mars 2020 - 16:26 UTC−09:00 | 1er mars 2020 - 16:26 UTC−09:00 |
|  | 1er mars 2020 - 09:43 UTC−09:00 | 1er mars 2020 - 09:43 UTC−09:00 |                                 |                                 | 1er mars 2020 - 13:23 UTC−09:00 | 1er mars 2020 - 13:23 UTC−09:00 |    |  | 1er mars 2020 - 16:26 UTC−09:00 | 1er mars 2020 - 16:26 UTC−09:00 |
|  | Fidji                           | 26                              |                                 |                                 | 1er mars 2020 - 13:23 UTC−09:00 | 1er mars 2020 - 13:23 UTC−09:00 |    |  | 1er mars 2020 - 16:26 UTC−09:00 | 1er mars 2020 - 16:26 UTC−09:00 |
|  | Fidji                           | 26                              |                                 |                                 | 1er mars 2020 - 13:23 UTC−09:00 | 1er mars 2020 - 13:23 UTC−09:00 |    |  | 1er mars 2020 - 16:26 UTC−09:00 | 1er mars 2020 - 16:26 UTC−09:00 |
|  | Angleterre                      | 5                               |                                 |                                 | 1er mars 2020 - 13:23 UTC−09:00 | 1er mars 2020 - 13:23 UTC−09:00 |    |  | 1er mars 2020 - 16:26 UTC−09:00 | 1er mars 2020 - 16:26 UTC−09:00 |
|  | Angleterre                      | 5                               | Fidji                           | 43                              |                                 |                                 |    |  | 1er mars 2020 - 16:26 UTC−09:00 | 1er mars 2020 - 16:26 UTC−09:00 |
|  | 1er mars 2020 - 10:05 UTC−09:00 |                                 | Fidji                           | 43                              |                                 |                                 |    |  | 1er mars 2020 - 16:26 UTC−09:00 | 1er mars 2020 - 16:26 UTC−09:00 |
|  |                                 | Australie                       | 7                               |                                 |                                 |                                 |    |  | 1er mars 2020 - 16:26 UTC−09:00 | 1er mars 2020 - 16:26 UTC−09:00 |
|  | Australie                       | Australie                       | 7                               | 36                              |                                 |                                 |    |  | 1er mars 2020 - 16:26 UTC−09:00 | 1er mars 2020 - 16:26 UTC−09:00 |
|  | Australie                       |                                 |                                 | 36                              |                                 |                                 |    |  | 1er mars 2020 - 16:26 UTC−09:00 | 1er mars 2020 - 16:26 UTC−09:00 |
|  | Irlande                         | 0                               |                                 |                                 |                                 |                                 |    |  | 1er mars 2020 - 16:26 UTC−09:00 | 1er mars 2020 - 16:26 UTC−09:00 |
|  | Irlande                         | 0                               | Fidji                           | 24                              |                                 |                                 |    |  |                                 |                                 |
|  | 1er mars 2020 - 10:27 UTC−09:00 |                                 | Fidji                           | 24                              |                                 |                                 |    |  |                                 |                                 |
|  |                                 | Afrique du Sud                  | 29                              |                                 |                                 |                                 |    |  |                                 |                                 |
|  | Nouvelle-Zélande                | Afrique du Sud                  | 29                              | 29                              |                                 |                                 |    |  |                                 |                                 |
|  | Nouvelle-Zélande                | 1er mars 2020 - 13:45 UTC−09:00 |                                 | 29                              |                                 |                                 |    |  |                                 |                                 |
|  | France                          | 14                              |                                 |                                 |                                 |                                 |    |  |                                 |                                 |
|  | France                          | 14                              | Nouvelle-Zélande                | 0                               |                                 |                                 |    |  |                                 |                                 |
|  | 1er mars 2020 - 10:49 UTC−09:00 | 1er mars 2020 - 10:49 UTC−09:00 | Nouvelle-Zélande                | 0                               | Match pour la 3e place          | Match pour la 3e place          |    |  |                                 |                                 |
|  | 1er mars 2020 - 10:49 UTC−09:00 | 1er mars 2020 - 10:49 UTC−09:00 |                                 | Afrique du Sud                  | Match pour la 3e place          | Match pour la 3e place          | 17 |  |                                 |                                 |
|  | Afrique du Sud                  | 12                              | 1er mars 2020 - 08:15 UTC−09:00 | 1er mars 2020 - 08:15 UTC−09:00 |                                 |                                 | 17 |  |                                 |                                 |
|  | Afrique du Sud                  | 12                              | 1er mars 2020 - 08:15 UTC−09:00 | 1er mars 2020 - 08:15 UTC−09:00 |                                 |                                 |    |  |                                 |                                 |
|  | États-Unis                      | 10                              |                                 | Australie                       | 19                              |                                 |    |  |                                 |                                 |
|  | États-Unis                      | 10                              |                                 | Australie                       | 19                              |                                 |    |  |                                 |                                 |
|  |                                 |                                 |                                 |                                 |                                 |                                 |    |  | Nouvelle-Zélande                | 21                              |
|  |                                 |                                 |                                 |                                 |                                 |                                 |    |  | Nouvelle-Zélande                | 21                              |

#### Challenge 9e place
|  | Quarts de finale                | Quarts de finale                |           |    | Demi-finales                    | Demi-finales                    |  |  | Finale                          | Finale                          |
|  | Quarts de finale                | Quarts de finale                |           |    | Demi-finales                    | Demi-finales                    |  |  | Finale                          | Finale                          |
|  |                                 |                                 |           |    |                                 |                                 |  |  |                                 |                                 |
|  | 1er mars 2020 - 08:15 UTC−09:00 | 1er mars 2020 - 08:15 UTC−09:00 |           |    | 1er mars 2020 - 11:55 UTC−09:00 | 1er mars 2020 - 11:55 UTC−09:00 |  |  | 1er mars 2020 - 15:07 UTC−09:00 | 1er mars 2020 - 15:07 UTC−09:00 |
|  | 1er mars 2020 - 08:15 UTC−09:00 | 1er mars 2020 - 08:15 UTC−09:00 |           |    | 1er mars 2020 - 11:55 UTC−09:00 | 1er mars 2020 - 11:55 UTC−09:00 |  |  | 1er mars 2020 - 15:07 UTC−09:00 | 1er mars 2020 - 15:07 UTC−09:00 |
|  | Argentine                       | 31                              |           |    | 1er mars 2020 - 11:55 UTC−09:00 | 1er mars 2020 - 11:55 UTC−09:00 |  |  | 1er mars 2020 - 15:07 UTC−09:00 | 1er mars 2020 - 15:07 UTC−09:00 |
|  | Argentine                       | 31                              |           |    | 1er mars 2020 - 11:55 UTC−09:00 | 1er mars 2020 - 11:55 UTC−09:00 |  |  | 1er mars 2020 - 15:07 UTC−09:00 | 1er mars 2020 - 15:07 UTC−09:00 |
|  | Pays de Galles                  | 5                               |           |    | 1er mars 2020 - 11:55 UTC−09:00 | 1er mars 2020 - 11:55 UTC−09:00 |  |  | 1er mars 2020 - 15:07 UTC−09:00 | 1er mars 2020 - 15:07 UTC−09:00 |
|  | Pays de Galles                  | 5                               | Argentine | 28 |                                 |                                 |  |  | 1er mars 2020 - 15:07 UTC−09:00 | 1er mars 2020 - 15:07 UTC−09:00 |
|  | 1er mars 2020 - 08:37 UTC−09:00 |                                 | Argentine | 28 |                                 |                                 |  |  | 1er mars 2020 - 15:07 UTC−09:00 | 1er mars 2020 - 15:07 UTC−09:00 |
|  |                                 | Samoa                           | 12        |    |                                 |                                 |  |  | 1er mars 2020 - 15:07 UTC−09:00 | 1er mars 2020 - 15:07 UTC−09:00 |
|  | Samoa                           | Samoa                           | 12        | 28 |                                 |                                 |  |  | 1er mars 2020 - 15:07 UTC−09:00 | 1er mars 2020 - 15:07 UTC−09:00 |
|  | Samoa                           |                                 |           | 28 |                                 |                                 |  |  | 1er mars 2020 - 15:07 UTC−09:00 | 1er mars 2020 - 15:07 UTC−09:00 |
|  | Kenya                           | 19                              |           |    |                                 |                                 |  |  | 1er mars 2020 - 15:07 UTC−09:00 | 1er mars 2020 - 15:07 UTC−09:00 |
|  | Kenya                           | 19                              | Argentine | 21 |                                 |                                 |  |  |                                 |                                 |
|  | 1er mars 2020 - 08:59 UTC−09:00 |                                 | Argentine | 21 |                                 |                                 |  |  |                                 |                                 |
|  |                                 | Canada                          | 19        |    |                                 |                                 |  |  |                                 |                                 |
|  | Espagne                         | Canada                          | 19        | 26 |                                 |                                 |  |  |                                 |                                 |
|  | Espagne                         | 1er mars 2020 - 12:17 UTC−09:00 |           | 26 |                                 |                                 |  |  |                                 |                                 |
|  | Corée                           | 0                               |           |    |                                 |                                 |  |  |                                 |                                 |
|  | Corée                           | 0                               | Espagne   | 7  |                                 |                                 |  |  |                                 |                                 |
|  | 1er mars 2020 - 09:21 UTC−09:00 |                                 | Espagne   | 7  |                                 |                                 |  |  |                                 |                                 |
|  |                                 | Canada                          | 24        |    |                                 |                                 |  |  |                                 |                                 |
|  | Canada                          | Canada                          | 24        | 24 |                                 |                                 |  |  |                                 |                                 |
|  | Canada                          |                                 |           | 24 |                                 |                                 |  |  |                                 |                                 |
|  | Écosse                          | 7                               |           |    |                                 |                                 |  |  |                                 |                                 |
|  | Écosse                          | 7                               |           |    |                                 |                                 |  |  |                                 |                                 |

### Matchs de classement

#### Challenge 5e place
|  | Demi-finales                    | Demi-finales                    |         |    | Finale                          | Finale                          |
|  | Demi-finales                    | Demi-finales                    |         |    | Finale                          | Finale                          |
|  |                                 |                                 |         |    |                                 |                                 |
|  | 1er mars 2020 - 12:39 UTC−09:00 | 1er mars 2020 - 12:39 UTC−09:00 |         |    | 1er mars 2020 - 15:31 UTC−09:00 | 1er mars 2020 - 15:31 UTC−09:00 |
|  | 1er mars 2020 - 12:39 UTC−09:00 | 1er mars 2020 - 12:39 UTC−09:00 |         |    | 1er mars 2020 - 15:31 UTC−09:00 | 1er mars 2020 - 15:31 UTC−09:00 |
|  | Angleterre                      | 7                               |         |    | 1er mars 2020 - 15:31 UTC−09:00 | 1er mars 2020 - 15:31 UTC−09:00 |
|  | Angleterre                      | 7                               |         |    | 1er mars 2020 - 15:31 UTC−09:00 | 1er mars 2020 - 15:31 UTC−09:00 |
|  | Irlande                         | 26                              |         |    | 1er mars 2020 - 15:31 UTC−09:00 | 1er mars 2020 - 15:31 UTC−09:00 |
|  | Irlande                         | 26                              | Irlande | 19 |                                 |                                 |
|  | 1er mars 2020 - 13:01 UTC−09:00 |                                 | Irlande | 19 |                                 |                                 |
|  |                                 | États-Unis                      | 24      |    |                                 |                                 |
|  | France                          | États-Unis                      | 24      | 5  |                                 |                                 |
|  | France                          |                                 |         | 5  |                                 |                                 |
|  | États-Unis                      | 24                              |         |    |                                 |                                 |
|  | États-Unis                      | 24                              |         |    |                                 |                                 |

#### Challenge 13e place
|  | Demi-finales                    | Demi-finales                    |       |    | Finale                          | Finale                          |
|  | Demi-finales                    | Demi-finales                    |       |    | Finale                          | Finale                          |
|  |                                 |                                 |       |    |                                 |                                 |
|  | 1er mars 2020 - 11:11 UTC−09:00 | 1er mars 2020 - 11:11 UTC−09:00 |       |    | 1er mars 2020 - 14:07 UTC−09:00 | 1er mars 2020 - 14:07 UTC−09:00 |
|  | 1er mars 2020 - 11:11 UTC−09:00 | 1er mars 2020 - 11:11 UTC−09:00 |       |    | 1er mars 2020 - 14:07 UTC−09:00 | 1er mars 2020 - 14:07 UTC−09:00 |
|  | Pays de Galles                  | 5                               |       |    | 1er mars 2020 - 14:07 UTC−09:00 | 1er mars 2020 - 14:07 UTC−09:00 |
|  | Pays de Galles                  | 5                               |       |    | 1er mars 2020 - 14:07 UTC−09:00 | 1er mars 2020 - 14:07 UTC−09:00 |
|  | Kenya                           | 29                              |       |    | 1er mars 2020 - 14:07 UTC−09:00 | 1er mars 2020 - 14:07 UTC−09:00 |
|  | Kenya                           | 29                              | Kenya | 24 |                                 |                                 |
|  | 1er mars 2020 - 11:33 UTC−09:00 |                                 | Kenya | 24 |                                 |                                 |
|  |                                 | Écosse                          | 29    |    |                                 |                                 |
|  | Corée                           | Écosse                          | 29    | 5  |                                 |                                 |
|  | Corée                           |                                 |       | 5  |                                 |                                 |
|  | Écosse                          | 45                              |       |    |                                 |                                 |
|  | Écosse                          | 45                              |       |    |                                 |                                 |

## Bilan

### Classement du tournoi
| Cup                | Equipes          | Points | Clt | Equipes        | Points |
| ------------------ | ---------------- | ------ | --- | -------------- | ------ |
| Médaille d'or      | Afrique du Sud   | 22     | 9e  | Argentine      | 8      |
| Médaille d'argent  | Fidji            | 19     | 10e | Canada         | 7      |
| Médaille de bronze | Nouvelle-Zélande | 17     | 11e | Espagne        | 6      |
| 4e                 | Australie        | 15     | 12e | Samoa          | 5      |
| 5e                 | États-Unis       | 13     | 13e | Écosse         | 4      |
| 6e                 | Irlande          | 12     | 14e | Kenya          | 3      |
| 7e                 | France           | 11     | 15e | Pays de Galles | 2      |
| 8e                 | Angleterre       | 10     | 16e | Corée du Sud   | 1      |

### Statistiques sportives
Statistiques HSBC World Rugby Sevens Series 2020 - Los Angeles: 
- Meilleur(s) marqueur(s) d'essais du tournoi[8] :  Alec Coombes /  Marcos Moneta (7 essais)

- Meilleur(s) réalisateur(s) du tournoi[9] :  Napolioni Bolaca (53 points)

- Impact Player(s)[10] :  Napolioni Bolaca

- Meilleur joueur de la finale[11] :  Stedman Gans

- Équipe type :